# Ancora in piedi
Ancora in piedi è un brano musicale scritto e cantato da Luciano Ligabue, pubblicato nel 1993 come primo singolo estratto dall'album Sopravvissuti e sopravviventi.

## Tracce
1. Ancora in piedi

## Staff
- Luciano Ligabue - voce, chitarra
- Clan Destino
- Gigi Cavalli Cocchi - batteria
- Max Cottafavi - chitarra
- Gianfranco Fornaciari - tastiere
- Luciano Ghezzi - basso